# 天真寺 (黒部市)
天真寺（てんしんじ）は、富山県黒部市に所在する寺院。

## 概要

### 寺院概要
1931年（昭和6年）に佐々木即妙によって豪農西田家の離れの庭園を敷地ごと買収し開山した。山号は大休山、宗派は曹洞宗、本尊は釈迦牟尼。

### 松桜閣の庭園
天真寺庭園とも呼ばれている。明治中期に豪農西田家の離れの庭園として作庭されたもので、1932年（昭和7年）から庭師城川久治によって大改修された。この時に近江八景の趣を取り入れたとされ、中央に池を琵琶湖に見立てた回遊式庭園の中には巨岩・奇石を巧みに配置しそれらを表現している。1956年（昭和31年）1月13日に黒部市指定文化財（名勝）に指定された。
最初は松、桜のみの庭園であったが、後に様々な植物が植えられ現在のような形になった。

### 松桜閣
松桜閣の庭園正面にある邸宅で、『北陸の銀閣寺』とも呼ばれている。1883年（明治16年）に初代富山県知事国重正文の住宅として富山県上新川郡奥田村（現・富山市）に建設された木造2階建て、寄棟、桟瓦葺き、数寄屋風の建物である。1891年（明治24年）に豪農西田家が購入し移築したのを経て、1931年（昭和6年）に天真寺が西田康之助より屋敷ごと購入し、北側に本堂を建設すると共に南側に茶室棟を増築、1955年（昭和30年）頃には2階建てが増築された。
2階の10帖の座敷は床の間が2間程あり丸窓や欄間窓などが秀逸で、明治時代に建てられた近代和風建築の遺構として貴重である事から、1995年（平成7年）12月22日に黒部市指定文化財（建造物）に指定されている。
2008年3年間修復工事が行われ、2011年5月29日、修復工事の竣工式が行われた。現在では書院風茶室として利用されている。

## 周辺
- 黒部宇奈月温泉駅（北陸新幹線、徒歩6分）
- 舌山駅、新黒部駅（富山地方鉄道本線、いずれも徒歩5分）